# Centre d'Estudis Bizantins
El Centre d'Estudis Bizantins (grec: Κέντρο Βυζαντινών Ερευνών, Kéndro Vizantinon Erevnon) és un centre de recerca amb seu a la ciutat grega de Tessalònica. Fou fundat el 1966 a iniciativa d'un grup de professors de la Facultat de Lletres de la Universitat Aristotèlica de Tessalònica. Promou l'estudi de la història, la cultura i la civilització de l'Imperi Romà d'Orient i publica obres acadèmiques. Es troba a la Vila Melissa, un antic orfelinat de l'avinguda Vassilissis Olgas.